# Марголин, Джанет
Джанет Марголин (англ. Janet Margolin, 25 июля 1943 — 17 декабря 1993) — американская актриса.

## Биография
Родилась в Нью-Йорке в семье выходца из России Бенджамина Марголина, бухгалтера и основателя Национального фонда почек. Актёрское мастерство изучала в Высшей школе исполнительских искусств. В 1961 году, выступая на Нью-йоркском шекспировском фестивале, была замечена продюсерами и получила роль в одной из бродвейских постановок.
На киноэкранах Марголин дебютировала спустя год в драме «Дэвид и Лиза», роль в которой принесла ей номинацию на «Золотой глобус» за лучший актёрский дебют. Следующая большая роль досталась ей в 1967 году, Марголин сыграла любовницу главного героя в комедии «Выход со смехом». Похожую роль актриса исполнила через два года в фильме «Хватай деньги и беги» с Вуди Алленом в главной роли. В 1977 году Марголин вновь снималась с Алленом в его культовой романтической комедии «Энни Холл». Последний раз на большом экране она появилась в 1989 году в фильме «Охотники за привидениями 2», а после ещё двух ролей на телевидении в сериалах «Она написала убийство» и «Коломбо», завершила актёрскую карьеру.
Актриса дважды была замужем, родив от второго супруга, телевизионного режиссёра Теда Уасса, двоих детей. Марголин скончалась от рака яичников 17 декабря 1993 года в возрасте 50 лет. Похоронена на Вествудском кладбище в Лос-Анджелесе.